# Journal of Electronic Materials
Het Journal of Electronic Materials is een internationaal, aan collegiale toetsing onderworpen wetenschappelijk tijdschrift op het gebied van de natuurkunde. Het wordt uitgegeven door Springer Science+Business Media namens de Minerals, Metals & Materials Society.